# La Fille du margrave
 (juillet 2025).
Pour plus de détails, voir Fiche technique et Distribution.
La Fille du margrave est un film français réalisé par Louis Feuillade et Léonce Perret, sorti en 1912.

## Fiche technique
- Titre : La Fille du margrave
- Réalisation : Louis Feuillade, Léonce Perret
- Scénario : Louis Feuillade
- Photographie : Georges Specht
- Montage :
- Producteur :
- Société de production : Société des Établissements L. Gaumont
- Société de distribution : Comptoir Ciné-Location
- Pays de production :  France
- Langue : film muet avec les intertitres en français
- Format : Noir et blanc — 35 mm — 1,33:1 — Muet
- Genre :
- Métrage : 400 m
- Durée : 13 minutes
- Date de sortie :
  - France : 26 janvier 1912

## Distribution
- Jean Ayme : le margrave
- Yvette Andréyor : Geneviève
- André Luguet
- Léonce Perret